# Batman
Batman (najprej poimenovan Bat-Man) je fiktivni superheroj iz stripov DC Comics. Prvič se je pojavil maja 1939 v stripu Detective Comics #27. Batmana sta ustvarila risar Bob Kane in pisatelj Bill Finger, čeprav za uradnega avtorja velja samo Kane. Batman je od takrat postal eden najbolj prepoznavnih superherojev.
Batman je v resnici Bruce Wayne, milijarder, industriálec, playboy in dobrodelnež. Kot otrok priča umora svojih staršev, zato se je odločil, da se bo boril proti kriminalu. Oblečen je v netopirski kostum, za razliko od drugih superherojev pa nima nobene nadnaravne moči, ampak izkorišča tehnologijo, svoje znanje in detektivske sposobnosti.
Batman je nastopil v več serijah stripov, v TV serijah in tudi v nekaj celovečernih filmih. 